# Doug Hutchison
Doug Anthony Hutchison (Dover, 26 de maio de 1960) é um ator americano, conhecido por interpretar personagens perturbadores e antagônicos. Tais personagens incluem Obie Jameson no filme de 1988, The Chocolate War, Sproles no filme de 1988, Fresh Horses, o sádico oficial de carceragem Percy Wetmore na adaptação cinematográfica de 1999 do romance de Stephen King, The Green Mile, Eugene Victor Tooms na série The X-Files e Horace Goodspeed em Lost. Ele tem uma empresa de produção, a Dark Water Inc. Em 2011, aos 51 anos, ele recebeu críticas generalizadas quando se casou com a cantora de 16 anos Courtney Stodden.

## Início de vida
Doug Anthony Hutchison nasceu em Dover, Delaware. Estudou na Bishop Foley High School em Madison Heights, Michigan e se formou na Apple Valley High School em Apple Valley, Minnesota em 1978. Mais tarde, ele estudou na Universidade de Minnesota em Minneapolis-St Paul e estudou na Juilliard School, em Nova York.

## Carreira
O primeiro crédito profissional de teatro de Hutchison veio logo após a formatura do ensino secundário, quando ele estrelou como Alan Strang, em uma produção de Equus, em Saint Paul, Minnesota. A produção ocorreu entre 9 de fevereiro e 4 de março de 1979. A produção e o desempenho de Hutchison foram bem recebidas pela crítica na mídia local.
As primeiras peças estreladas por Hutchison ainda incluem Sing Me Through a Open Window e Julius Caesar, de William Shakespeare. Ele fez participações especiais em programas de televisão como The Young Riders, The X-Files (como Eugene Victor Tooms), Space: Above and Beyond (como Elroy-El), Millennium (como "Omega"), Lost (como Horace Goodspeed), Guiding Light (como Sebastian Hulce), Law & Order: Special Victims Unit (como o serial killer Humphrey Becker) e 24 (como terrorista europeu Davros).
O trabalho cinematográfico de Hutchison começou no final dos anos 80, aparecendo como Sproles no drama de 1988 Fresh Horses e Obie Jameson na adaptação cinematográfica de 1988 da The Chocolate Wars. De sua performance em Fresh Horses, um crítico observou que "alavancou [o filme] sobre seus ombros durante a duração de suas cenas". Nos anos 90, ele apareceu em filmes como The Green Mile, The Lawnmower Man (1992), A Time to Kill (1996), Con Air (1997) e Batman & Robin (1997). Seus papéis coadjuvantes posteriores incluíram Shaft (2000), Bait (2000), I Am Sam (2001), The Salton Sea (2002) e No Good Deed (2002).

## Vida pessoal
Em 20 de maio de 2011, Hutchison se casou com sua terceira esposa, Courtney Stodden, em Las Vegas. Eles se conheceram quando Stodden assistiu a uma aula de teatro ministrada por Hutchison.
O relacionamento deles gerou polêmica e crítica, pois Stodden tinha 16 anos quando se casaram; Hutchison é 34 anos mais velho. Segundo Hutchison, seu empresário o abandonou, sua família o deserdou, ele recebeu ameaças de morte e foi rotulado de "pedófilo", como resultado do casamento. No entanto, Hutchison tinha alguns defensores: a mãe de Stodden, Krista Keller, que o elogiou pela bondade e amor com que tratou Stodden; e Dr. Jenn Berman, um terapeuta que trabalhou com o casal durante sua aparição no programa Couples Therapy.
Em outubro de 2012, o casal participou como um dos casais na segunda temporada do reality show da VH1, Couples Therapy, que mostra casais de celebridades que recebem aconselhamento para problemas de relacionamento. Segundo Stodden, o casal se matriculou na terapia para resolver problemas que surgiram no casamento a partir da diferença de idade. Em 1º de novembro de 2013, a mídia informou que Stodden e Hutchison estavam terminando o casamento de dois anos e meio e pedindo o divórcio. Em agosto de 2014, o par anunciou que havia se reconciliado.
Em maio de 2016, foi anunciado que o casal estava esperando seu primeiro filho. No entanto, em julho de 2016, cerca de três meses após a gravidez, Stodden sofreu um aborto. Em 20 de maio de 2016, Hutchison e Stodden comemoraram seu quinto aniversário de casamento renovando seus votos.
Em janeiro de 2017, foi relatado que Stodden e Hutchison haviam se separado, mas ainda moravam juntos na época. Em março de 2018, Stodden pediu o divórcio, que foi finalizado em janeiro de 2020.

## Filmografia

### Cinema
| Ano  | Título                | Papel                           | Notas |
| ---- | --------------------- | ------------------------------- | ----- |
| 1988 | Fresh Horses          | Sproles                         |       |
| 1988 | The Chocolate War     | Obie Jameson                    |       |
| 1992 | The Lawnmower Man     | Técnico de segurança            |       |
| 1996 | Tempo de Matar        | Pete Willard                    |       |
| 1996 | Love Always           | James                           |       |
| 1997 | Con Air               | Donald                          |       |
| 1997 | Batman & Robin        | Líder da Golum Gang             |       |
| 1999 | The Green Mile        | Percy Wetmore                   |       |
| 2000 | Shaft                 | Homem que abre porta do avião   |       |
| 2000 | Bait                  | Bristol                         |       |
| 2001 | I Am Sam              | Ifty                            |       |
| 2002 | The Salton Sea        | Gus Morgan                      |       |
| 2002 | No Good Deed          | Hoop                            |       |
| 2007 | Moola                 | JT Montgomery                   |       |
| 2008 | The Burrowers         | Henry Victor                    |       |
| 2008 | Punisher: War Zone    | James "Looney Bin Jim" Russotti |       |
| 2008 | Days of Wrath         | Vadim                           |       |
| 2009 | Give 'em Hell, Malone | Matchstick                      |       |

### Televisão
| Ano       | Título                            | Papel                    | Notas                                      |
| --------- | --------------------------------- | ------------------------ | ------------------------------------------ |
| 1990      | The Young Riders                  | Danny                    | 1 episódio: Blood Moon                     |
| 1993–1994 | The X-Files                       | Eugene Victor Tooms      | 2 episódios                                |
| 1994      | Party of Five                     | Loren                    | 4 episódios                                |
| 1995      | Space: Above and Beyond           | Elroy-El                 |                                            |
| 1997      | Millennium                        | The Polaroid Man         | 1 episódio: "The Beginning and the End"    |
| 2001      | The Practice                      | Jackie Cahill            | 2 episódios                                |
| 2002      | CSI: Crime Scene Investigation    | Nigel Crane              | 1 episódio: "Stalker"                      |
| 2002–2003 | John Doe                          | Lenny Pescoe             | 2 episódios: "The Mourner", "John D.O.A."  |
| 2004      | CSI: Miami                        | Dale Stahl               | 1 episódio: "Slow Burn"                    |
| 2004      | Law & Order: Special Victims Unit | Humphrey Becker          | 1 episódio: "Scavenger"                    |
| 2004–2005 | Guiding Light                     | Sebastian Hulce          | Episódios desconhecidos                    |
| 2006–2007 | Kidnapped                         | Schroeder / James Devere | 9 episódios                                |
| 2007–2009 | Lost                              | Horace Goodspeed         | 7 episódios                                |
| 2010      | 24                                | Davros                   | 4 episódios                                |
| 2011      | Lie to Me                         | Lane Bradley             | 1 episódio: "Gone, Baby, Gone"             |
| 2015      | CSI: Crime Scene Investigation    | Dalton Betton            | 1 episódio: "Immortality, part 1 & part 2" |
| 2019      | iZombie                           | Hal                      | 1 episódio: "Death of a Car Salesman"      |

### Jogos eletrônicos
| Ano  | Título    | Papel                         | Notas                      |
| ---- | --------- | ----------------------------- | -------------------------- |
| 2018 | Far Cry 5 | Federal Marshal Cameron Burke | Voz e captura de movimento |